# What Have You Done for Me Lately
"What Have You Done for Me Lately" là một bài hát của ca sĩ người Mỹ Janet Jackson nằm trong album phòng thu thứ ba của cô, Control (1986). Bài hát do bộ đôi Jimmy Jam & Terry Lewis sáng tác và sản xuất, với sự tham gia hỗ trợ viết lời từ Jackson. Nó được phát hành vào ngày 13 tháng 1 năm 1986 như là đĩa đơn đầu tiên trích từ album bởi A&M Records. Sau hai album đầu không thành công, cô quyết định sa thải ông Joe Jackson - cha của cô - khỏi vị trí quản lý và bắt đầu phát triển một album mới. "What Have You Done for Me Lately" ban đầu được sáng tác cho dự án riêng của Jam & Lewis, nhưng lời bài hát đã được viết lại để truyền đạt cảm xúc cho Jackson trước vụ ly hôn gần đây của cô với James DeBarge đầu năm 1985. Nó xoay quanh nỗi thất vọng của một người phụ nữ về người bạn đời của mình.
"What Have You Done for Me Lately" nhận được những phản ứng tích cực, trong đó các nhà phê bình âm nhạc tin rằng nó đã giúp cô xóa nhòa "hình ảnh pop ngây thơ" trong hai album trước và khẳng định hình ảnh "người phụ nữ độc lập". Bài hát lọt vào danh sách những ca khúc vĩ đại nhất mọi thời đại của nhiều tổ chức và nhận được một đề cử giải Grammy năm 1987 cho Bài hát R&B xuất sắc nhất. Nó đạt vị trí thứ 4 trên bảng xếp hạng Billboard Hot 100 và hạng nhất tại Hà Lan cũng như top 10 tại Đức, Thụy Sĩ và Vương quốc Anh.
Video ca nhạc của "What Have You Done for Me Lately" được đạo diễn bởi Brian Jones và Piers Ashworth, do ca sĩ Paula Abdul dàn dựng. Trong đó, Jackson đi vào một quán ăn và nói về vấn đề mối quan hệ của mình với bạn bè của cô. Bài hát được trình diễn lần đầu bởi Jackson tại lễ trao giải Grammy lần thứ 29 vào năm 1987 và trong tất cả các chuyến lưu diễn trong sự nghiệp của cô. "What Have You Done for Me Lately" đã được hát lại và lấy làm nhạc mẫu bởi nhiều nghệ sĩ khác nhau. Đây cũng được coi là đĩa đơn bước ngoặt, giúp Jackson nâng tầm thành nghệ sĩ nổi tiếng.

## Danh sách bài hát
| Đĩa 7" tại Úc/ Mỹ/ Canada A. "What Have You Done for Me Lately" – 4:59 B. "He Doesn't Know I'm Alive" – 3:30 Đĩa 12" tại Úc/ Mỹ/ Canada và châu Âu A1. "What Have You Done for Me Lately" (Mix mở rộng) – 7:00 B1. "What Have You Done for Me Lately" (Dub) – 6:35 B2. "What Have You Done for Me Lately" (A Cappella) – 2:19 Đĩa 12" tại Canada A1. "What Have You Done for Me Lately" (Extended Mix) – 7:00 A2. "Nasty" (mở rộng) – 6:00 B1. "Nasty" (không lời) – 4:00 B2. "Nasty" (A Cappella) – 2:55 | Đĩa 7" tại Vương quốc Anh A. "What Have You Done for Me Lately" (bản đĩa đơn) – 3:28 B. "Young Love" – 4:56 Đĩa 12" tại Vương quốc Anh A1. "What Have You Done for Me Lately" (Mix mở rộng) – 7:00 B1 "What Have You Done for Me Lately" (Dub) – 6:35 B2. "Young Love" – 4:56 Đĩa 7" tại Châu âu A. "What Have You Done for Me Lately" (bản đĩa đơn) – 3:28 B. "He Doesn't Know I'm Alive" – 3:30 |

## Xếp hạng và chứng nhận
| Bảng xếp hạng (1986)                 | Vị trí cao nhất |
| ------------------------------------ | --------------- |
| Australia (ARIA)                     | 6               |
| Belgium (Wallonia Ultratop 50)       | 7               |
| Canadian Top Singles (RPM)           | 6               |
| Netherlands (Dutch Top 40)           | 1               |
| Germany (Media Control Charts)       | 8               |
| Ireland (Chart-Track)                | 10              |
| New Zealand (Recorded Music NZ)      | 27              |
| South Africa (Springbok Radio)       | 19              |
| Switzerland (Schweizer Hitparade)    | 9               |
| UK Singles (Official Charts Company) | 3               |
| US Billboard Hot 100                 | 4               |
| US Billboard Hot R&B/Hip-Hop Songs   | 1               |
| US Billboard Hot Dance Club Songs    | 2               |

| Bảng xếp hạng (1986)         | Vị trí |
| ---------------------------- | ------ |
| Canada (RPM)                 | 53     |
| Netherlands (Single Top 100) | 39     |
| US Billboard Hot 100         | 43     |

| Quốc gia                                                                           | Chứng nhận | Số đơn vị/doanh số chứng nhận |
| ---------------------------------------------------------------------------------- | ---------- | ----------------------------- |
| Úc (ARIA)                                                                          | Vàng       | 35.000^                       |
| Canada (Music Canada)                                                              | Vàng       | 0^                            |
| Anh Quốc (BPI)                                                                     | Bạc        | 250.000^                      |
| Hoa Kỳ (RIAA)                                                                      | Vàng       | 0^                            |
| * Chứng nhận dựa theo doanh số tiêu thụ. ^ Chứng nhận dựa theo doanh số nhập hàng. |            |                               |